# فرانک لاوندر
فرانک لاوندر (انگلیسی: Frank Launder؛ ۲۸ ژانویهٔ ۱۹۰۶ – ۲۳ فوریهٔ ۱۹۹۷) یک کارگردان، فیلم‌نامه‌نویس و تهیه‌کننده اهل انگلستان بود. 
از فیلم‌نامه‌های مشهور او که به همراه سیدنی گیلیات نوشته شده، می‌توان به فیلم‌نامه خانم ناپدید می‌شود (۱۹۳۸) اثر آلفرد هیچکاک اشاره کرد. از فیلم‌های کارگردانی‌شده توسط او هم می‌توان به ناقوس‌های سنت ترینیان (۱۹۵۴) اشاره کرد.

## زندگی شخصی
او از سال 1950 تا زمان مرگش در موناکو با بازیگر زن برنادت اوفارل ازدواج کرد .  این زوج دو فرزند داشتند.  لاندر همچنین از ازدواج اول خود دو فرزند داشت. 